# Pierre Philippe de Marigny de Mandeville
Pour les articles homonymes, voir Mandeville.
Pierre Philippe de Marigny de Mandeville, né le 15 juin 1750 à La Nouvelle-Orléans, mort le 14 mai 1800 à La Nouvelle-Orléans, était de noblesse d'origine française, mousquetaire du roi Louis XV et chevalier de Saint-Louis. Louisianais de naissance, il fut connu comme l'homme le plus riche de Louisiane à son époque.

## Biographie
Pierre Philippe est le fils d'Antoine Philippe de Marigny de Mandeville (1722-1779), capitaine d'infanterie au service de la France, et commandant du Fort Condé à la Mobile. Celui-ci participa à la guerre d'indépendance américaine comme colonel et aide de camp du Général Bernardo de Gálvez. Il participa à la campagne de Manchac, à la prise de Fort Bute, le 7 septembre 1779, à la bataille de Bâton-Rouge, le 21 septembre 1779, à la bataille de Fort Charlotte, à la prise de La Mobile le 9 mars 1780 et à la bataille de Pensacola, le 9 mai 1781.
Il fut, le père de 5 enfants dont Bernard Xavier Philippe de Marigny de Mandeville (1785-1868) riche planteur et homme politique louisianais. En 1798, il reçut dans sa plantation de Chapitoulas, le duc d'Orléans, et ses frères fils de Philippe Égalité.
Après sa mort au domaine, on ramena son corps à La Nouvelle-Orléans, où il fut inhumé en la Cathédrale Saint-Louis.

Carte en espagnol de La Nouvelle-Orléans, le 6 août 1800, noter à l'Est, "Habitacion de Don Pedro de MARIGNY"
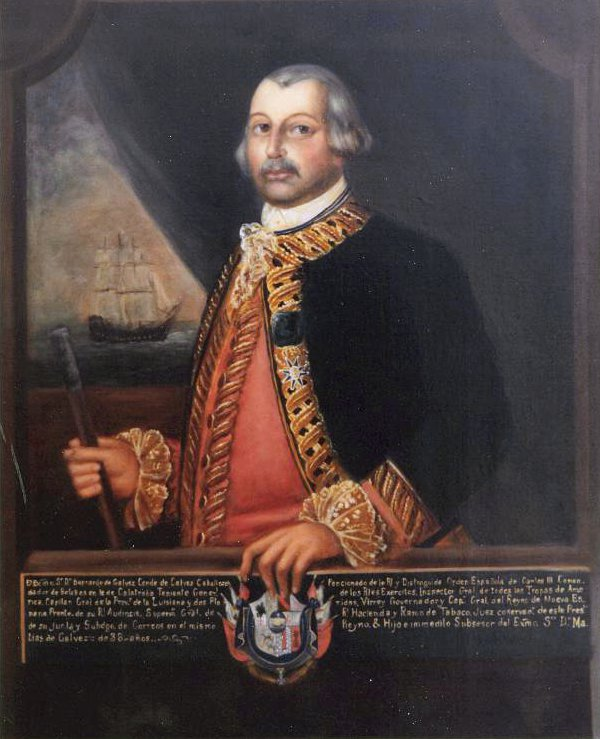
Don Bernardo de Gálvez (1746-1786)
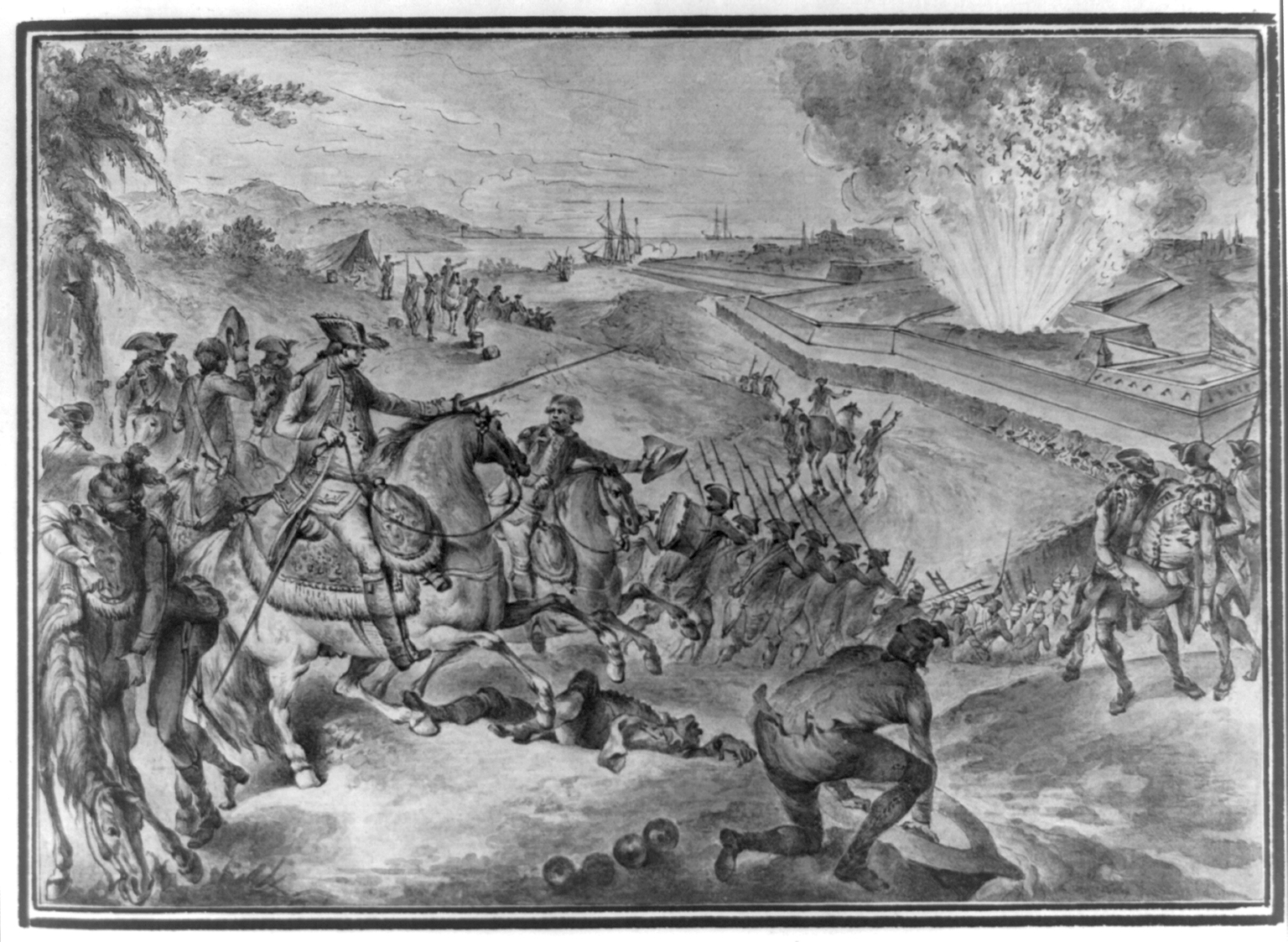
Prise de Pensacola, le 9 mai 1781
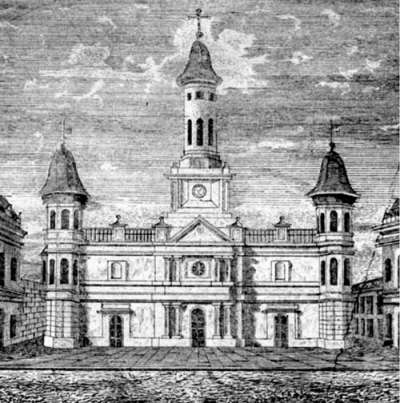
Cathédrale Saint-Louis de La Nouvelle-Orléans en 1838